# Kilimagryllus madagascaricus
Kilimagryllus madagascaricus är en insektsart som beskrevs av Andrej Vasiljevitj Gorochov 2004. Kilimagryllus madagascaricus ingår i släktet Kilimagryllus och familjen syrsor. Inga underarter finns listade i Catalogue of Life.